# Orrböle
Orrböle este o arie protejată (arie specială de conservare — SAC, sit de importanță comunitară — SCI) din Suedia întinsă pe o suprafață de 8,3 ha, integral pe uscat.

## Localizare
Centrul sitului Orrböle este situat la coordonatele 63°59′38″N 19°39′45″E / 63.9939°N 19.6624°E.

## Înființare
Situl Orrböle a fost declarat sit de importanță comunitară în aprilie 2003 pentru a proteja 3 specii de plante. Situl a fost protejat și ca arie specială de conservare în martie 2011.

## Biodiversitate
Situată în ecoregiunea boreală, aria protejată conține 5 habitate naturale: Izvoare fino-scandinave și mlaștini produse de izvoare bogate în minerale, Taiga vestică, Mlaștini împădurite, Păduri fino-scandinave bogate în ierburi cu Picea abies, Mlaștini alcaline.
La baza desemnării sitului se află mai multe specii protejate de  plante (3): Calypso bulbosa, papucul doamnei (Cypripedium calceolus), Ranunculus lapponicus.